# Sukelus jessopi
Sukelus jessopi là một loài bọ cánh cứng trong họ Bọ hung (Scarabaeidae).